# Bokmålsordboka
Bokmålsordboka är en ordbok, som visar officiell rättskrivning och ordböjning för norskt bokmål. Den finns i tryckt version i ett band men är också gratis tillgänglig på internet.
Bokmålsordboka och Nynorskordboka utvecklades parallellt vid Universitetet i Oslo i samarbete med Språkrådet i Norge. I vardera ett band innehåller de cirka 700 sidor med ord, böjningsmönster, definitioner och exempel samt etymologiska upplysningar.
Arbetet med ordböckerna påbörjades 1974, och de första upplagorna kom ut 1986. Verken har sedan reviderats flera gånger. Sedan 2016 hålls båda ordböckerna elektroniskt tillgängliga  av Universitetet i Bergen.